# Javier Tamayo Hoyoso
Javier Antonio Tamayo Hoyoso (Medellín, Colombia 16 de mayo de 1950) es un exfutbolista colombiano jugaba de delantero fue internacional con la Selección de Fútbol de Colombia.

## Clubes
| Club                   | País     | Año                   |
| ---------------------- | -------- | --------------------- |
| Independiente Medellín | Colombia | 1968 1970 1973 - 1974 |
| América de Cali        | Colombia | 1970                  |
| Nacional               | Colombia | 1971 - 1972 1975      |
| Millonarios            | Colombia | 1976 - 1977           |
| Unión Magdalena        | Colombia | 1978 - 1979           |
| Deportes Quindío       | Colombia | 1979 - 1982           |
| Total en la carrera    |          |                       |